# Metallochlora neomela
Metallochlora neomela là một loài bướm đêm trong họ Geometridae.